# 샤를 5세
샤를 5세(Charles V, 1338년 1월 21일 뱅센 - 1380년 9월 16일 샤토 드 보테, 현 노장쉬르마른), 통칭 지혜로운 왕(le Sage)는 선량왕 장 2세의 아들로 1364년부터 1380년까지 프랑스의 국왕이었다. 1328년부터 프랑스를 통치한 발루아 왕조 출신으로는 3번째 군주이기도 하다.
샤를 5세의 치세는 백년전쟁의 제1기가 끝난 것으로 유명하다. 샤를 5세는 아버지 장 2세와 할아버지 필리프 6세가 잃은 영토를 거의 대부분 탈환하고, 왕권을 복구해 나갔으며, 크레시 전투(1346)와 푸아티에 전투(1356)의 패배, 나바라 국왕 카를로스 2세와의 갈등과 유럽의 거의 전 지방을 덮친 1347-1351 흑사병 유행으로 어려운 시기를 겪고 있던 왕국을 구해냈다. 
매우 학식있던 샤를 5세는 프랑스 국립도서관의 전신인 첫 번째 왕립 도서관을 세운 것으로 알려져 있다.  
1349년, 그 전까지 신성로마제국의 봉토이던 도피네 드 비엔누아를 매입하면서, 샤를 5세는 장자이자 계승자로서 도팽 칭호를 받은 첫번째 왕자가 되었다.
샤를 5세는 1357년 선량왕 장 2세가 푸아티에 전투의 패배로 영국의 포로가 되어 영국으로 끌려갔을 동안 (3년간), 섭정을 했다. 그러나 완고왕 루이 10세의 손자로서 프랑스의 왕위를 계속 요구하던 나바라 왕과, 왕국에서 삼부회가 지니는 역할을 강화하고자 한 파리 상인대장(prévôt des marchands de Paris) 에티엔 마르셀은 샤를 5세의 권력을 인정하지 않았다.
비록 국가가 내전에 처했으나, 샤를 5세는 왕위가 발루아 가문에서 타 가문으로 넘어가지 않도록 왕위를 지키는데 성공했다. 런던에서 아버지 장 2세가 죽고 나서 1364년 프랑스 국왕으로 대관식을 한 샤를 5세는 법치국가에 입각하여, 아버지의 조언가들이 수립한 안정적인 재정 정책을 이어나가며 왕권을 복구했다. 샤를 5세의 치세는 금세 당시 좋은 정부의 기준이었던 성 루이의 치세와 유사하다고 여겨졌다.
중세 말기의 행정기구 연구가 프랑수아즈 오트랑은 그를 세금의 아버지라 불렀다. 최초로 도팽의 칭호를 가진 왕태자이다. 그는 학문과 예술을 보호하고 건축을 진흥하는 등 프랑스의 번영과 발전에 이바지한 현명한 왕으로 꼽히고 있다.

## 생애

### 출신 및 가족
프랑스왕 장 2세와 이트카 보헤미아 공주 사이에서 태어난 자식이다. 동생은 앙주공 루이, 베리공 장, 부르고뉴공 필리프(용담공) 등이 있다. 왕비는 피에르 1세 드 부르봉 공작의 딸 잔 드 부르봉 공녀. 1350년 4월 8일에 결혼하여 샤를 6세, 오를레앙 공작 루이 1세 등 8명의 아이를 낳았다.

### 치세
백년 전쟁 기간중 푸아티에 전투(1356년)에서 패배한 부왕 장 2세가 잉글랜드의 포로 신세가 되었기 때문에 왕태자가 그대로 섭정이 되어 어려운 국정을 맡게 되었다. 당시 프랑스는 전쟁으로 인한 피폐가 극에 달하였고, 대귀족 샤를 드 나바르의 회책에 괴로워했다. 에티엔느 마르셀 지휘하의 파리 반란 및 자크리의 난을 진정시키고 부왕의 포로가 된 직후 맺었던 런던조약의 비준 및 실행을 거부하고 잉글랜드와 새로이 브레티니 조약(1360년)을 맺는 데 성공했다.
현재 세금의 기초가 된 정기적인 임시징세를 실시하여 상비군, 관료층을 갖추는 등 후세 프랑스의 절대왕정의 기초를 마련했다. 또한 샤를 5세를 섬겼던 군인, 관료 중에서 샤를 6세 시대의 마르무젤이라 불리는 관료가 나타났다.
군사면에서는 명장 베르트랑 뒤 게클랭을 중용하여 잉글랜드에게 빼았긴 영토를 회복하려 노력했다. 코쉬레르 전투(1364년)에서 잉글랜드의 지원을 받았던 샤를 드 나바르의 군을 격파했다. 이 승리는 카를로스의 프랑스 왕위요구를 단념시켰을 뿐만 아니라, 그가 프랑스의 왕족 에빌백으로써 노르망디에 갖고 있던 영토를 빼앗게 되어 이곳을 잉글랜드의 교두보이자 진행로로 쓰이는 것을 방지했다. 물론 그 대가로 카를로스는 남 프랑스에 영지가 내려졌다.
또한 브레티니 조약으로 인한 휴전으로 해고되면서 사회불안의 원인이었던 용병대를 카스티야 왕국원조로 유도하고 이것으로 외교상의 성공을 얻게 되었다. 해고된 용병들은 흑태자 에드워드가 지배하여 치안이 안정되었던 아키텐에서 쫓겨나 아비뇽 교황청 주변에 주둔했다. 이들 용병대를 토벌하려했던 라-마르슈 백작의 군대는 패배했다. 또 오스만 제국에 대한 십자군으로써 동방에 파견된 용병들은 돈을 받은 뒤 신성로마제국에서 약탈을 벌인 후, 다시 프랑스로 돌아왔다.
한편 해상에선 슬로이스 해전이래 괴멸상태에 있던 프랑스 함대를 재건하기 위해 노르망디의 병기공장 크로-데-갈레을 부지런히 움직여 많은 함선을 건조시켰고 또한 프랑스 제독직을 프랑스 대원수와 동등한 특권을 가지는 직책으로 부활시켜, 장 드 비엔느을 그 직위에 임명했다. 드 비엔느는 그의 부관 에티엔느 뒤 무스티에와 더불어 화이트섬 및 라이, 빈체르시, 포츠머스, 헤이스팅그스, 그레부젠드 등 잉글랜드 본국의 연한지대를 습격하는 것을 되풀이해 잉글랜드측을 크게 괴롭혔다. 또 카스티야 왕국과 동맹을 맺는 데 성공하여 그 해군력을 이용하는 것이 가능하게 되자, 원조를 얻어 1372년 라 로세르 해안에서의 해전은 프랑스측의 승리로 끝났고, 이것으로 잉글랜드의 제해권에 대한 위신을 흔들어 놓았다.
무용과 기사도를 좋아하며 완강했던 아버지 장 2세와 정반대로 불필요한 전투를 피하고, 적의 피로를 기다려 착실하게 성과 도시를 탈환하는 전법, 적절한 타협을 이끌어 내는 뛰어난 수완 등 현실적인 정책으로 인해 치세말에는 브레티니 조약으로 잃었던 영토를 거의 대부분 탈환했다. 그가 칼레-바이욘느, 보르도의 잉글랜드군을 완전히 몰아내지 않고 정전을 맺은 것도 현실적인 계산이 움직였기 때문이다.
병약하였고 독서를 좋아했다. 막대한 장서를 보유하였기에 아리스토텔레스의 국가론, 교부 아우구스티누스의 신국론 등의 고전을 프랑스어로 번역하였다. 그외에도 톨레도 사교였던 에비라르 트레몽고잉에게 명하여 정치적 팜플렛인 과수원정의 꿈, 늙은 순례자의 꿈 등을 출판시켜, 프랑스 교회의 독립을 주장했다.
프랑스 왕가의 문장을 변경한 것으로 알려져 있는데, 작은 백합문장(백합꽃을 무수히 흩어뿌렸던 문장)에서 백합꽃 3개를 나란히 한 문장으로 변경했다.
화폐정책에 있어서 리지부 사교 니콜라 오렘의 학설을 따라 화폐가치를 안정시켜 귀금속 함유율이 높은 통화를 발행하는 것을 계속했다. 그의 조부 필리프 6세 및 그의 아버지 장 2세가 화폐의 저질화로 이익을 얻은 것과는 대조적이었다. 이것이 임시적 과세의 항상화에 반대되기도 했다.
그의 치세중인 1377년, 교황 그레고리오 11세에 의해 교황청이 아비뇽에서 로마로 돌아갔으나 이듬해 서구교회대분열 사건이 일어났다.

## 가족 관계
샤를 5세는 1350년 부르봉 공작 피에르 1세 드 부르봉의 둘째딸인 부르봉의 잔과 결혼하여 아홉 자녀를 두었으나 아들 둘만 성인으로 성장하였다.
| 사진 | 이름     | 생일            | 사망                    | 기타                        |
| ---- | -------- | --------------- | ----------------------- | --------------------------- |
|      | 잔       | 1357년          | 1360년                  | 요절                        |
|      | 본       | 1358년          | 1360년                  | 요절                        |
|      | 잔       | 1366년          | 1366년                  | 요절                        |
|      | 샤를 6세 | 1368년 12월 3일 | 1422년 10월 21일 (53세) | 후임 프랑스 국왕            |
|      | 마리     | 1370년          | 1377년                  | 요절                        |
|      | 루이 1세 | 1372년 3월 13일 | 1407년 11월 23일 (35세) | 오를레앙 공작. 슬하 3남 1녀 |
|      | 이자벨   | 1373년          | 1378년                  | 요절                        |
|      | 장       | 1374년          | 1376년                  | 요절                        |
|      | 카트린   | 1378년          | 1388년 (10세)           | 베리 공작 장 2세와 결혼     |